# 생방송 현장리포트 날(NAL)
《생방송 현장리포트 날(NAL)》은 대한민국 kbc에서 목요일 오후 4시에 방송되었던 kbc의 목요일 재난 전문 낮 시사 프로그램이다.

## 개요
- 광주 화정 아이파크 외벽 붕괴 사고로 인해 2022년 1월 18일부터 2022년 1월 21일까지 화요일 ~ 금요일 낮 12시 50분에 kbc 현장리포트로 4일 동안 특집 편성했으며, 2022년 6월 9일부터 목요일 오후 4시에 생방송 현장리포트 날(NAL)로 신설되어 40분간 방송되었고, 2022년 11월 25일에 시즌 1이 종영되었다.

## 방송 시간
| 방송 채널 | 방송 기간                         | 방송 시간                                           |
| --------- | --------------------------------- | --------------------------------------------------- |
| kbc       | 2022년 1월 18일 ~ 2022년 1월 21일 | 화요일 ~ 금요일 낮 12시 50분 ~ 오후 1시 30분 (40분) |
| kbc       | 2022년 6월 9일 ~ 2022년 11월 25일 | 목요일 오후 4시 ~ 오후 4시 40분 (40분)              |

## 앵커

### 현재 진행자
현재 진행자는 2022년 6월 9일부터를 기준으로 한다.
- 김재형 (남) - 광주방송의 아나운서
- 송창영 - 광주대학교 건축부 교수

### 역대 진행자
| 역대 | 진행자                        | 진행 기간                         | 비고      |
| ---- | ----------------------------- | --------------------------------- | --------- |
| 1대  | 이형길 취재1부 기자           | 2022년 1월 18일 ~ 2022년 1월 21일 | 특집 편성 |
| 2대  | 김재형 아나운서               | 2022년 6월 9일 ~ 2022년 11월 25일 |           |
| 2대  | 송창영 광주대학교 건축부 교수 | 2022년 6월 9일 ~ 2022년 11월 25일 |           |

## 타이틀 변천사
현재 타이틀은 2022년 6월 9일을 기준으로 한다.
| 역대 | 타이틀                    | 방송 기간                         |
| ---- | ------------------------- | --------------------------------- |
| 1기  | kbc 현장리포트            | 2022년 1월 18일 ~ 2022년 1월 21일 |
| 2기  | 생방송 현장리포트 날(NAL) | 2022년 6월 9일 ~ 2022년 11월 25일 |

## 수상 경력
- 2023 한국민영방송대상 우수상

## 같이 보기
- kbc